# George Marshall
George Catlett Marshall Jr. (Uniontown, Pensilvania; 31 de diciembre de 1880-Washington D. C., 16 de octubre de 1959) fue un militar, estadista y político estadounidense. Levantó al Ejército de los Estados Unidos cuando llegó a ser jefe del Equipo bajo los presidentes Franklin D. Roosevelt y Harry S. Truman, sirviendo como secretario de Estado y secretario de la Defensa bajo Truman. Winston Churchill lo elogió como el «organizador de la victoria» por su liderazgo en la victoria aliada en la Segunda Guerra Mundial, aunque finalmente Marshall declinó su posición de liderazgo protegiendo al que fue más tarde el presidente de los Estados Unidos, Dwight D. Eisenhower. Después de la guerra, como secretario de Estado, Marshall se abocó a un comité estadounidense en relación con la economía y la política para la recuperación de Europa en la posguerra, incluyendo el plan Marshall que llevaba su nombre. En reconocimiento a este trabajo, recibió el Premio Nobel de la Paz en 1953.
Se graduó del Instituto Militar de Virginia (VMI) en 1901. Después de servir brevemente como comandante de estudiantes en la Academia Militar de Danville, en Danville, Virginia, recibió su comisión de segundo teniente de Infantería en febrero de 1902. En los años siguientes, después de la Guerra hispano-estadounidense, sirvió en los Estados Unidos y en el extranjero en posiciones que aumentaron su rango y responsabilidad, incluyendo el ser líder de un pelotón y comandante de una compañía en las Filipinas durante la Guerra filipino-estadounidense. Estuvo en la graduación de honor del curso de su escuela de Infantería-Caballería en 1907 y el primer graduado en su equipo del Ejército en 1908 de su clase. En 1916 fue asignado como aide-de-camp a J. Franklin Bell, el comandante del Departamento del Oeste. Después de que los Estados Unidos entraron en la Primera Guerra Mundial, Marshall sirvió con Bell mientras este comandaba el Departamento del Este. Fue asignado al equipo de la 1.ª División y asistiendo con la organización, movilización y formación en los Estados Unidos, como la planeación de sus operaciones de combate en Francia. Subsecuentemente, fue asignado al equipo de mando de las Fuerzas Expedicionarias Estadounidenses, teniendo la clave para planear las operaciones estadounidenses incluyendo la ofensiva Meuse-Argonne.

## Biografía

### Juventud y estudios
George Marshall nació el 31 de diciembre de 1880 en la pequeña ciudad de Uniontown, en el estado de Pensilvania, en una familia de clase alta. Fue educado en el Instituto Militar de Virginia, y después de graduarse se alistó en el Ejército de los Estados Unidos.
Al principio de su carrera universitaria, Marshall fue objeto de una novatada en la que los alumnos de cursos superiores colocaron una bayoneta desenvainada con la punta hacia arriba y le ordenaron que se pusiera en cuclillas sobre ella. Al cabo de veinte minutos, Marshall se desmayó y cayó. Cuando despertó, tenía una profunda laceración en una de sus nalgas. Mientras le trataban la herida, Marshall se negó a delatar a sus compañeros. Impresionado con su valentía, las novatadas nunca lo molestaron más.
Durante sus años en VMI, Marshall siempre ocupó el primer lugar en la disciplina militar y alrededor de la mitad académicamente. Alcanzó el grado de capitán primero, el más alto de un cadete podría lograr, y se graduó 15 de 34 en la clase de 1901. Marshall recibió un diploma, no un título. En el momento de su graduación, los cinco o seis primeros graduados VMI recibió bachelor's degrees. El resto recibió diplomas que acrediten su condición de graduados. Jugó fútbol americano en el equipo de Gridiron football y en 1900 fue seleccionado para All-Southern con honores.
Al entrar en el instituto militar de Virginia Marshall fue prejuiciado por su característico acento norteño (yankee), tuvo que demostrarse a sí mismo y a los demás su potencial. En este lugar fue donde aprendió y desarrollo habilidades como autocontrol, disciplina, y ciencias militares, luego de graduarse Marshall insiste por tener un lugar en el Ejército de EE. UU.; surge la anécdota de que Marshall tomó la decisión de ir hasta Washington sin cita previa a hablar con el presidente de los EE. UU. William McKinley. No se sabe si esto dio resultados; pero ya el 4 de enero de 1902 ocupaba el cargo de subteniente del ejército de los Estados Unidos. Nueve días más tarde se casó con Elizabeth Carter Coles (Lily).
En mayo de 1902 a noviembre de 1903 sirvió en el regimiento de infantería en las Islas Filipinas.
En diciembre de 1903 a agosto de 1906: su siguiente misión fue en el fuerte Reno, Oklahoma.
Luego se graduó primero en su clase de la Escuela Superior del Personal del Ejército en 1908, en Fort Leavenworth, Kansas; y fue ascendido a Primer Teniente.
El joven oficial se distinguió en una variedad de puestos en los próximos nueve años, por lo que gana un lugar en el Estado Mayor, en la Primera Guerra Mundial

### Carrera militar
Durante la Primera Guerra Mundial sirvió como planificador de los entrenamientos y de las operaciones. En 1917 fue trasladado a Francia, donde se ocupó de la planificación de las operaciones de la Primera División de Infantería. En 1918 fue trasladado al cuartel general del ejército desde donde planificó, y coordinó, una de las operaciones más importantes de la Guerra y que permitirían la derrota del ejército alemán en el frente occidental: la ofensiva de Argonne.
A partir de 1920, siendo ayudante del jefe de personal del ejército John J. Pershing, Marshall fue encomendado a reordenar los entrenamientos del ejército así como la enseñanza de nuevas y antiguas técnicas militares. En 1934 fue nombrado coronel, para convertirse en general en 1936. En 1939 Franklin Delano Roosevelt lo nombró Jefe del Estado Mayor del Departamento de Guerra, cargo que desempeñó hasta 1945.
Durante la Segunda Guerra Mundial, Marshall reordenó la estructura del ejército de tierra y del aire, dotándolo de una visión más moderna, y preparándolo para entrar en combate. Diseñó la estrategia central de todas las operaciones aliadas en Europa, seleccionó a Dwight Eisenhower como comandante supremo del ejército aliado en Europa, y diseñó la Operación Overlord, que sirvió para la invasión de Normandía. Winston Churchill lo llamó el organizador de la victoria aliada, siendo nombrado en 1944 hombre del año por la Revista Time. Marshall, después de la victoria de los aliados, se retiró del ejército en 1945.

### Carrera política

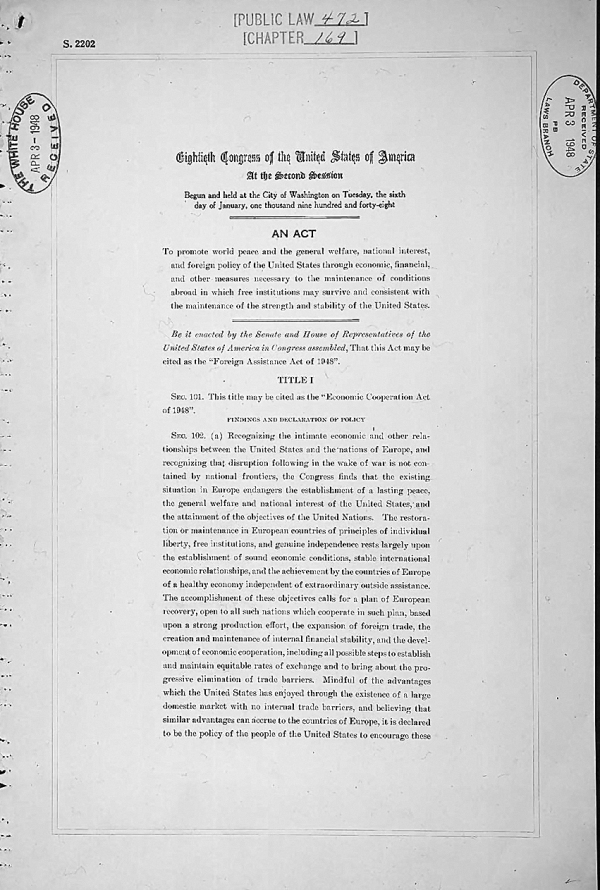
Primera página del plan Marshall

Después de la Segunda Guerra Mundial fue enviado a China para negociar una tregua y construir un gobierno de coalición entre los nacionalistas y los comunistas que luchaban en una guerra civil. Su mediación no tuvo efecto y en 1947 abandonó China para volver a los Estados Unidos.
Aquel mismo año fue nombrado Secretario de Estado, preparando desde el primer momento un plan para la recuperación económica europea, una economía que había quedado devastada como consecuencia de la Segunda Guerra Mundial. Este plan de recuperación europea, conocido como Plan Marshall, ayudó económicamente a dieciséis países europeos, todos ellos aliados, y consiguió que la Revista Time lo volviera a nombrar Hombre del año en 1948. Como Secretario de Estado, se opuso al reconocimiento del Estado de Israel, en contra de la opinión del presidente Harry S. Truman. Este enfrentamiento provocó su dimisión en 1949, siendo nombrado en 1950 Secretario de Defensa, puesto al que renunció en 1951, después de tener diversas disputas con el senador Joseph McCarthy. Posteriormente fue nombrado presidente de la sección norteamericana de la Cruz Roja.
En 1953 fue galardonado con el Premio Nobel de la Paz por su ayuda a la reconstrucción europea después de la Segunda Guerra Mundial con el Plan Marshall.
Andréi Gromyko, representante de la Unión Soviética en las Naciones Unidas entre 1946 y 1948 y posterior Ministro de Asuntos Exteriores, dijo en 1988 sobre George Marshall:

George Marshall fue un militar influyente y un personaje público durante la guerra. Nombrado jefe del Estado Mayor en 1939, durante el período comprendido entre 1939 y 1945 tuvo a su mando las fuerzas americanas de desembarco y solía entrevistarme con él durante sus cortos viajes desde Europa. Puede deducirse la importancia de Marshall si se tiene en cuenta que se le incluyó en los trabajos de las conferencias de Teherán, Yalta y Potsdam y la Administración contó también con él después de la guerra. Sin embargo, como Secretario de Estado de 1947 a 1949, dio nombre al plan que tenía por objeto llevar la doctrina de Truman a Alemania Occidental y otros países de Europa Occidental, cuyo propósito era consolidar el capitalismo e impedir que se produjera un progresivo cambio social. Más tarde, Marshall fue partidario de la creación de la OTAN y terminó su carrera como Secretario de Defensa. A George Marshall le sentaba igualmente bien el chaqué de diplomático y el uniforme militar.
Andréi Gromyko, Memorias (1988) p.73

### Libros
- Gromyko, Andrei (1989). Memorias. ISBN 84-03-59013-X.
- Ambrose, Stephen E. (1997). Citizen Soldiers: The U.S. Army From the Normandy Beaches to the Bulge to the Surrender of Germany. New York City, New York: Simon & Schuster. ISBN 0-684-81525-7.
- Behrman, Greg (2007). The Most Noble Adventure: The Marshall Plan and the Time When America Helped Save Europe. New York, NY: Free Press: Simon & Schuster. ISBN 978-0-7432-8263-5. Archivado desde el original el 12 de septiembre de 2021. Consultado el 30 de marzo de 2021 – vía Google Books.
- Beisner, Robert L. (2009). Dean Acheson : a Life in the Cold War.. Oxford University Press, Incorporated. ISBN 978-0-19-970012-7. OCLC 1035517800. Archivado desde el original el 12 de septiembre de 2021. Consultado el 17 de mayo de 2021.
- Bland, Larry I.; Stevens, Sharon Ritenour; Wunderlin Jr., Clarence E., eds. (1981), «Letter to Charles J. Graham, September 23, 1941 [Washington, D.C.]», The Papers of George Catlett Marshall, Lexington, Va.: The George C. Marshall Foundation.. Electronic version based on The Papers of George Catlett Marshall, vol. 2, "We Cannot Delay," July 1, 1939 – December 6, 1941 (Baltimore and London: The Johns Hopkins University Press, 1986), p. 616 [Pentagon Office, Selected Correspondence, Box 69, Folder 18. Holding ID: 2-553].
- Brooks, David (2015). The Road to Character. New York, NY: Random House. ISBN 978-0-8129-9325-7.
- Buell, Thomas B.; John H. Bradley (1989). The Second World War: Europe and the Mediterranean.
- Campbell, James (30 de septiembre de 2008). The Ghost Mountain Boys: Their Epic March and the Terrifying Battle for New Guinea – The Forgotten War of the South Pacific. Three Rivers Press. ISBN 978-0-307-33597-5.
- Clausen, Henry (2001). Pearl Harbor: Final Judgement. Da Capo Press. ISBN 0306810352.
- Cleaver, Thomas (2019). Holding the Line: The Naval Air Campaign In Korea. Bloomsbury Publishing. ISBN 9781472831699.
- Cray, Ed (1990). General of the Army: George C. Marshall, Soldier and Statesman. New York, NY: Cooper Square Press. ISBN 978-1-4616-6099-6. Archivado desde el original el 7 de junio de 2021. Consultado el 7 de junio de 2021 – vía Google Books.
- Davenport, Matthew J. (2015). First Over There.. New York: St. Martins. ISBN 978-1-2500-5644-3.
- Del Testa, David W.; Lemoine, Florence; Strickland, John (2001). Government Leaders, Military Rulers, and Political Activists.
- Farinacci, Donald J. (2010). Truman and MacArthur: Adversaries for a Common Cause. Bennington, VT: Merriam Press. ISBN 978-0-557-40902-0. Archivado desde el original el 27 de diciembre de 2019. Consultado el 4 de julio de 2016.
- George, John B. (Lt. Col) (1981). Shots Fired In Anger: A Rifleman's View of the War in the Pacific, 1942-1945, Including the Campaign on Guadalcanal and Fighting with Merrill's Marauders in the Jungles of Burma. National Rifle Association Press. ISBN 0-935998-42-X.
- Glenn, Justin (2014). The Washingtons: A Family History. 5 (Part One). El Dorado, CA: Savas Publishing. ISBN 978-1-940669-30-4. Archivado desde el original el 24 de abril de 2017. Consultado el 23 de abril de 2017.
- Gouda, Frances (2002). American visions of the Netherlands East Indies/Indonesia : US foreign policy and Indonesian nationalism, 1920-1949. Thijs Brocades Zaalberg. Amsterdam: Amsterdam University Press. ISBN 1-4175-2156-2. OCLC 55842798. Archivado desde el original el 12 de septiembre de 2021. Consultado el 2 de marzo de 2021.
- Hanford, William B. (2008). A Dangerous Assignment: An Artillery Forward Observer in World War II. Stackpole Books. ISBN 978-0-8117-3485-1.
- Henry, Mark R. (2001). The US Army in World War II: Northwest Europe. Osprey Publishing. ISBN 978-1-84176-086-5.ISBN 1-84176-086-2
- Higginbotham, Don (1985). George Washington and the American Military Tradition. Athens, GA: University of Georgia Press. ISBN 978-0-8203-2400-5. Archivado desde el original el 27 de diciembre de 2019. Consultado el 21 de noviembre de 2016.
- Jeffers, H. Paul; Axelrod, Alan (2010). Marshall: Lessons in Leadership. New York, NY: St. Martin's Press. ISBN 978-0-230-11425-8. Archivado desde el original el 24 de abril de 2017. Consultado el 23 de abril de 2017.
- Keast, William R. (Maj) (1945). Provision of Enlisted Replacements (Army Ground Forces Study No. 7). Washington, D.C.: Historical Section – Headquarters Army Ground Forces. Archivado desde el original el 11 de febrero de 2021. Consultado el 12 de septiembre de 2021.
- Lengel, Edward G. (2008). To Conquer Hell.. New York: Henry Holt. ISBN 978-0-8050-7931-9.
- Lewis, Adrian (2012). The American Culture of War: The History of US Military Force from World War II to Operation Enduring Freedon. Routledge. ISBN 978-0415890199.
- Marshall, George C. (George Catlett), 1880-1959 (2013). The papers of George Catlett Marshall. Baltimore, Maryland: Johns Hopkins University Press. ISBN 978-0-8018-2552-1. OCLC 7836073. Archivado desde el original el 12 de septiembre de 2021. Consultado el 24 de junio de 2021.
- Marshall, George C. (1976). Memoirs of My Services in the World War, 1917–1918. New York, NY: Houghton Mifflin. ISBN 978-0-395-20725-3. Archivado desde el original el 6 de mayo de 2021. Consultado el 6 de mayo de 2021.
- Marshall, Katherine Tupper (1946). Together: Annals of an Army Wife. New York, NY: Tupper and Love.
- McCullough, David (1992a). Truman. New York: Simon and Schuster. ISBN 0-671-86920-5. Parámetro desconocido |title-link= ignorado (ayuda)
- Mossman, B. C.; Stark, M. W. (1991). The Last Salute: Civil and Military Funerals, 1921-1969. Washington, DC: Center for Military, United States Army. Archivado desde el original el 17 de septiembre de 2018. Consultado el 20 de abril de 2018.
- Pearlman, Michael David (2008). Truman & MacArthur: Policy, Politics, and the Hunger for Honor and Renown. Bloomington, IN: Indiana University Press. ISBN 978-0-2533-5066-4. Archivado desde el original el 12 de septiembre de 2021. Consultado el 28 de mayo de 2021 – vía Google Books.
- Pops, Gerald M. (2009). Ethical Leadership in Turbulent Times: Modeling the Public Career of George. Lanham, MD: Rowman & Littlefield. ISBN 9780739124772. Archivado desde el original el 28 de diciembre de 2019. Consultado el 21 de noviembre de 2016.
- Puryear, Edgar F. Jr. (2000). American Generalship: Character Is Everything: The Art of Command. New York, NY: Random House. ISBN 978-0-89141-770-5. Archivado desde el original el 26 de diciembre de 2019. Consultado el 4 de julio de 2016.
- Roberts, Andrew (2008). Masters and Commanders. How Roosevelt, Churchill, Marshall and Alanbrooke won the war in the west. Allen Lane. ISBN 978-0-7139-9969-3.
- Runkle, Benjamin (2019). Generals in the Making: How Marshall, Eisenhower, Patton, and Their Peers Became the Commanders Who Won World War II. Lanham, MD: Rowman & Littlefield. ISBN 978-0-8117-6849-8. Archivado desde el original el 14 de junio de 2021. Consultado el 14 de junio de 2021 – vía Google Books.
- Santoro, Mary Catherine (1999). First Lady of the Army: The Life and Times of Katherine Tupper Marshall. Roanoke, Virginia: Hollins University.
- Siegbahn, K. M. G. (1954). Les Prix Nobel en 1953. Stockholm: Imprimerie Royale P.A. Norstedt & Sons.
- Skutt, Mary Sutton (1997). Growing Up, by George!: George C. Marshall's Early Years, Uniontown, Pennsylvania-Lexington, Virginia, 1880-1901. Lexington, VA: M. S. Scutt. ISBN 978-0-9661-5820-5. Archivado desde el original el 20 de mayo de 2021. Consultado el 20 de mayo de 2021 – vía Google Books.
- Sobel, Robert; Sicilia, David B. (13 de marzo de 2003). The United States Executive Branch: M-Z. Greenwood Press. ISBN 9780313325946. Archivado desde el original el 12 de septiembre de 2021. Consultado el 22 de noviembre de 2017 – vía Google Books.
- Stevens, Sharon Ritenour; Williams, Alice Trump (2009). Images of America: Lexington. Charleston, SC: Arcadia Publishing. ISBN 978-0-7385-6818-8. Archivado desde el original el 24 de abril de 2017. Consultado el 24 de abril de 2017.
- Stoler, Mark (1989). George C. Marshall: Soldier-Statesman of the American Century. Woodbridge, CT: Twayne Publishers. ISBN 978-0-8057-7768-0 – vía Internet Archive. (requiere registro).
- The Adjutant General's Office (1947). Official Army Register I. Washington, DC: U.S. Government Printing Office  – vía Internet Archive.
- Tsou, Tang (1963). America's Failure in China, 1941–50. [Chicago] University of Chicago Press. (requiere registro).
- Tucker, Spencer C. (2011). The Encyclopedia of the Vietnam War: A Political, Social, and Military History. ABC-CLIO. ISBN 978-1-85109-961-0. Archivado desde el original el 18 de mayo de 2020. Consultado el 16 de junio de 2015.
- Tucker, Spencer; Roberts, Priscilla Mary (2006). World War I: A Student Encyclopedia. I, A–D. Santa Barbara, CA: ABC-CLIO. ISBN 978-1-85109-879-8. Archivado desde el original el 24 de diciembre de 2019. Consultado el 17 de agosto de 2017.
- Turtledove, Harry (2016). Fallout : the Hot War. ISBN 978-0-553-39073-5. OCLC 945169989.
- Turtledove, Harry (2015). Joe Steele. Recorded Books. ISBN 978-1-4906-4254-3. OCLC 966533957.
- Turtledove, Harry (1997). Worldwar. New English Library. ISBN 0-340-68491-7. OCLC 41157084. Archivado desde el original el 12 de septiembre de 2021. Consultado el 18 de mayo de 2021.
- Uldrich, Jack (2005). Soldier, Statesman, Peacemaker: Leadership Lessons from George C. Marshall. AMACOM Books. ISBN 9780814415962. «Marshall even went to great lengths to prevent himself from falling prey to the allures of power. He had always refused to vote because he subscribed to the belief that a professional soldier should remain above politics, but he took other steps to insulate himself from the corrupting influence of power once he became chief of staff.»
- Unger, Debi; Unger, Irwin; Hirshson, Stanley P. (2014). George Marshall : A Biography. New York, NY: Harper. ISBN 9780060577193. OCLC 892858663.
- "Fully the Equal of the Best": George C. Marshall and the Virginia Military Institute. Lexington, Virginia: George C. Marshall Foundation. 1996. Archivado desde el original el 1 de septiembre de 2021. Consultado el 12 de septiembre de 2021.
- Willbanks, James H., ed. (2013). Generals of the Army: Marshall, MacArthur, Eisenhower, Arnold, Bradley. Lexington, KY: University Press of Kentucky. ISBN 978-0-8131-4212-8. Archivado desde el original el 12 de septiembre de 2021. Consultado el 30 de marzo de 2021 – vía Google Books.
- Taylor, William A., ed. (2020). George C. Marshall and the Early Cold War: Policy, Politics, and Society. Norman, OK: University of Oklahoma Press. ISBN 978-0-8061-6765-7. Archivado desde el original el 12 de septiembre de 2021. Consultado el 30 de marzo de 2021 – vía Google Books.
- George Catlett Marshall: A Chronology. Lexington, VA: George C. Marshall Foundation. 2014. Archivado desde el original el 1 de septiembre de 2021. Consultado el 7 de abril de 2021.
- Zabecki, David T.; Mastriano, Douglas V., eds. (2020). Pershing's Lieutenants: American Military Leadership in World War I. New York, NY: Osprey Publishing. ISBN 978-1-4728-3861-2. Archivado desde el original el 13 de mayo de 2021. Consultado el 13 de mayo de 2021 – vía Google Books.